# William Marlin
William Marlin (ur. 12 października 1950 roku) – polityk z Sint Maarten. Szef rządu od 1995 do 1 lipca 1999 oraz od 8 czerwca 2009 do 10 października 2010. premier od 19 listopada 2015 roku do 24 listopada 2017. Członek Sojuszu Narodowego.